# 钱肃乐故居
29°52′09.4″N 121°34′00.3″E / 29.869278°N 121.566750°E
钱肃乐故居是中国浙江省宁波市一处古民居，位于鄞州区外潜龙街31号，为明崇祯刑部员外郎钱肃乐的故居。故居始建于明嘉靖年间，坐北朝南，原为三进建筑，现仅存原第一进正屋，天井尚存。1992年被列入宁波市文物保护单位，现开辟为钱肃乐史迹陈列室。